# Ворса
Вэ́рса (коми вӧрса, вӧркуль «лесной чёрт», вӧр-морт «лесной человек», коми-перм. вӧрысь) — мифологический персонаж народов коми, леший.

## Роль ворсы в мифологии коми
Коми-зыряне считали вэрсу нечистой силой без деления его поступков на добрые и злые.
У Коми-пермяков он был близок к образу могучего божества.
Ворса распространял свою власть на многие, не связанные с лесом, сферы бытовой жизни и обращались к нему во всех затруднительных случаях.
Четверг считался днём Ворсы. В этот день каждый мог в лесу сорвать шесть веток можжевельника: одну — для скота, две — для дома и три — для семьи. Ветки выполняли двоякую функцию в доме: как символическую — для здоровья, благополучия, приплода скота, так и практическую — вещества можжевельника оберегали дом от эпидемий и эпизоотий.
Также Ворсу призывали защитить путника в долгой дороге.

## Внешний вид ворсы
Ворса не отбрасывает тени, а на лай его собаки не откликается эхо.
Мнения о внешнем виде ворсы разнятся. Он обладал гетерогенными мифологическими образами.
- Охотники видели его в виде великана с вывернутыми пятками, он был ростом примерно с сосну или выше и не носил одежды[4][5].

- Его видели в образе великана-силача с мохнатыми ушами. Характерной особенностью ворсы было отсутствие бровей и ресниц[4], а также прозрачные кости в теле[5].

- Также считалось, что он может приходить в образе вихря. Можно и увидеть ворсу через растопыренные пальцы рук, если посмотреть, наклонившись, на завывание ветра между ног[5].

- Анимализм Ворсы проявлялся в том, что он превращался в кошку и других мелких животных[4][5].

## Мифологические поступки ворсы
- Ворса может помешать охотиться охотнику на своей территории и даже похитить его добычу. В этом случае можно избавится от ворсы, повернувшись к нему спиной и выстрелив в него, зажав ружьё между ног[6].
- Ворса смягчал свой нрав при условии приношения охотником ему подарков. При этом следовало говорить: «Слушай меня, большой. Я тебе табак, ты мне — белок. Я тебе пироги с грибами, ты мне — зайцев и дичь»[5][2].
- Ворса может помочь охотнику при условии, что охотник сделает для него что-нибудь полезное. Также его можно задобрить, рассказав на ночь сказку, чтобы следующим днём охота была удачной[2].
- Считалось, что Ворса обязательно накажет охотника, не соблюдающего правило промысловой этики: подстреливающего в лесу больше, чем надо[2].
- Ворса в состоянии приморозить сани к дороге. Он же может заманить путника в трущобу[4]. Проделкой Ворсы считалась потеря ориентировки в лесу. Чтобы выйти из леса заблудившемуся нужно было переложить стельки в обуви. Если это не помогало, дождаться личного разговора с Ворсой. При разговоре он обязательно спросит: «Кому ты веришь больше, Богу или Ворсе?»[5][2]. При правильном ответе путник всегда находил дорогу домой.
- Ворса похищал и людей. Он забирал к себе детей, проклятых матерями[4], а также не выпускал из леса воров и убийц. При этом для провинившихся похищенных изменялось течение времени. За 5 лет из молодого юноши можно было сделаться седым стариком[2].
- Иногда он похищал женщину и делал её своей женой. В одной быличке говорится, что он повстречал Марью и сказал:

«Много я тебе, Марья, добра сделал: глухарей растил, дичь гнал на твои тропы, а ты меня ещё ничем не угостила!».
После этого, Марья не только угостила его едой, но и через несколько месяцев родила ему ребёнка.
- Виновником пропажи скота в селении коми также считали ворсу. В этом случае они поручали колдуну писать прошение о возврате на кабалах, то есть берестяных грамотах в двух экземплярах. Один экземпляр коми сжигали в печи, а второй — оставляли в лесу. Колдун заполнял письмо сакральными символами, которые были знакомы только ему и ворсе[2].
- Ворса любил лакомиться собаками[2]. В свою очередь, лай его собаки не вызывал эха в лесу[5]. Лучшие собаки по количеству пойманных зверей признавались бывшими собаками Ворсы[2].
- Ворса находился в постоянной антиподной битве с Вакулем — «водяным»[5]. Особенно опасным для людей считался полдень, когда ворса и васа со своей свитой выходили из своих обителей для борьбы друг с другом. Источником распрей Вакуля с Ворсой коми считали факт попадания в водоёмы брёвен и коряг, за которые отвечал леший[5]. Одна из легенд рассказывает, как некий охотник шел мимо плотины и увидел, как толпа водяных набросилась на лешего, забрасывая его камнями. Ворса пытался отбиться от них деревом, выдернутым из земли с корнем, но водяные одолевали. Тогда ворса крикнул охотнику, чтобы тот выстрелил в главного водяного - он как раз вышел из воды в золотом кафтане и шапке. Охотник попал в водяного из ружья, а леший расправился тем временем с мелкими водными бесами. Благодарный ворса пригласил помощника к себе в избу, угостил и дал денег.[4] Существует и другая легенда о том, как охотник также помог ворсе, выстрелив в побеждающего водяного: за это леший указал человеку волшебное дерево, из которого тот смастерил лыжи-самоходы.[7]
- От бесконечной наглости одного лешего (ворсы) люди обратились к Пере. В ходе их противостояния хитростью, победителем вышел Пера, убив тирана[8].

## Быт ворсы и его семья
Ворса жил в треугольной избе на болоте со своей семьёй. У него были жена и дочь. Считалось, что их лица не может увидеть ни один человек.
Занимался он обычным крестьянским хозяйством. Звери лесные были его скотом, а птицы — курами.
В сказочном фольклоре коми в отдельных быличках дочь Ена Йома превратилась в злую лесную ведьму, поселилась в болоте и стала женой Ворсы.
Его жена-красавица и сама владела чёрной магией — могла снимать с себя скальп и искать вшей в волосах. Приняла смерть от богатыря Перы.